# Urocopia deeveyae
Urocopia deeveyae is een eenoogkreeftjessoort uit de familie van de Urocopiidae. De wetenschappelijke naam van de soort is voor het eerst geldig gepubliceerd in 1981 door Boxshall.